# 0421

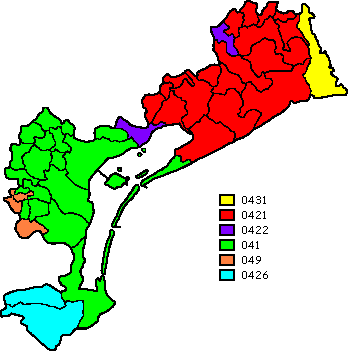
Mappa dei prefissi telefonici nella città metropolitana di Venezia

0421 è il prefisso telefonico del distretto di San Donà di Piave, appartenente al compartimento di Venezia.
Il distretto comprende la parte orientale della città metropolitana di Venezia e due comuni della provincia di Treviso (Cessalto e Zenson di Piave). Confina con i distretti di Treviso (0422) e di Pordenone (0434) a nord, di Cervignano del Friuli (0431) a est e di Venezia (041) a ovest.

## Aree locali e comuni
Il distretto di San Donà di Piave comprende 20 comuni compresi nelle 3 aree locali di Jesolo, Portogruaro (ex settori di Caorle e Portogruaro) e San Donà di Piave. I comuni compresi nel distretto sono: Caorle, Ceggia, Cessalto (TV), Cinto Caomaggiore, Concordia Sagittaria, Eraclea, Fossalta di Piave, Fossalta di Portogruaro, Gruaro, Jesolo, Meolo, Musile di Piave, Noventa di Piave, Portogruaro, Pramaggiore, San Donà di Piave, San Stino di Livenza, Teglio Veneto, Torre di Mosto e Zenson di Piave (TV) .